# Zhao Jianguo
Zhao Jianguo, född 19 januari 1988, är en friidrottare från Kina. Han deltog vid olympiska sommarspelen 2012.